# Польни-Млин
Польни-Млин (пол. Polny Młyn) — село в Польщі, у гміні Пшасниш Пшасниського повіту Мазовецького воєводства.
Населення — 55 осіб (2011).
У 1975-1998 роках село належало до Остроленцького воєводства.

## Демографія
Демографічна структура станом на 31 березня 2011 року:
|          | Загалом | Допрацездатний вік | Працездатний вік | Постпрацездатний вік |
| -------- | ------- | ------------------ | ---------------- | -------------------- |
| Чоловіки | 23      | 4                  | 13               | 6                    |
| Жінки    | 32      | 10                 | 15               | 7                    |
| Разом    | 55      | 14                 | 28               | 13                   |